# Stożkówka złota

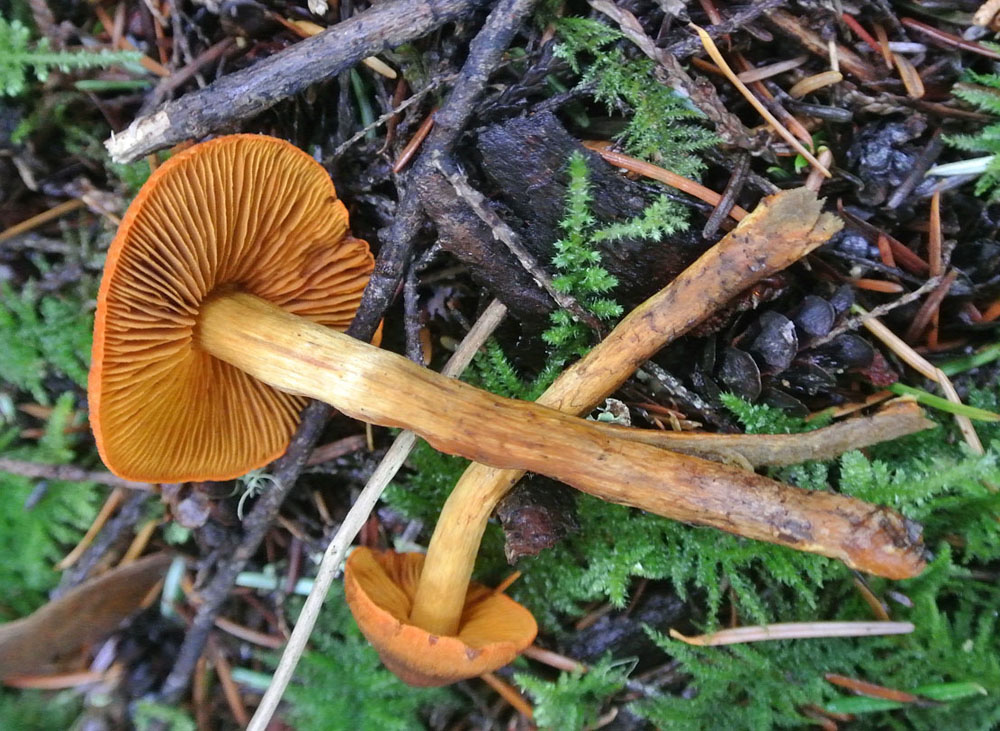

Stożkówka złota (Conocybe aurea (Jul. Schäff.) Hongo) – gatunek grzybów z rodziny gnojankowatych (Bolbitiaceae).

## Systematyka i nazewnictwo
Pozycja w klasyfikacji według Index Fungorum: Conocybe, Bolbitiaceae, Agaricales, Agaricomycetidae, Agaricomycetes, Agaricomycotina, Basidiomycota, Fungi.
Po raz pierwszy opisał go w 1930 r. Julius Schäffer nadając mu nazwę Galera aurea. Obecną, uznaną przez Index Fungorum nazwę nadał mu Tsuguo Hongo w 1963 roku
Synonimy:
- Conocybe tenera f. aurea (Jul. Schäff.) Enderle 1999
- Conocybe tenera var. aurea (Jul. Schäff.) Kühner 1935
- Galera aurea Jul. Schäff. 1930[2].

W checklist W. Wojewody w 2003 r. brak tego gatunku. Jego polską nazwę podaje internetowy atlas grzybów.

## Morfologia
Kapelusz
Średnica 2–5,8 cm, kształt stożkowaty lub wypukły. Powierzchnia początkowo jasnożółta, w stanie dojrzałym żółta, potem pomarańczowoochrowa. Jest nieco higrofaniczny. Brzeg gładki, krótko prążkowany.
Blaszki
Wąsko przyrośnięte, z międzyblaszkami, początkowo białe, potem przechodzące w oliwkowobrązowe, następnie rdzawobrązowe. Ostrza gładkie i blade.
Trzon
Wysokość 5,5–7,5 cm, grubość 3–5 mm, cylindryczny z bulwiastą podstawą o średnicy do 15 mm. Powierzchnia biała, jedwabista, gładka do podłużnie prążkowanej, silnie oprószona, brązowiejąca z wiekiem. Podstawa biała, owłosiona.
Miąższ
Żółtawy, u podstawy trzonu brązowawy.
Cechy mikroskopowe
Zarodniki elipsoidalne, wydłużone (10) 11–12 (13) x 6–7 µm, z dużymi porami rostkowymi (o średnicy 1,5 µm). Cheilocystydy w kształcie kręgli z kulistymi główkami o szerokości około 4 µm. Po zadziałaniu amoniakiem widoczne w nich igiełkowate kryształki.

## Występowanie i siedlisko
Podano stanowiska stożkówki złotej w Ameryce Północnej, Europie, Azji i w jednym miejscu w Australii. Najwięcej stanowisk podano w Europie. W Europie i Azji jest dość szeroko rozprzestrzeniony, ale rzadki. W Polsce po raz pierwszy gatunek ten odszukano w Bieszczadach w 2009 roku. Aktualne stanowiska podaje także internetowy atlas grzybów. Znajduje się w nim na liście gatunków zagrożonych i wartych objęcia ochroną.
Naziemny grzyb saprotroficzny. Występuje na butwiejących trocinach i liściach, na glebach bogatych w azot, nawożonych łąkach, starym kompoście, korze, ściółce w szklarniach, a także na świeżo zasianych trawnikach.